# Karméla

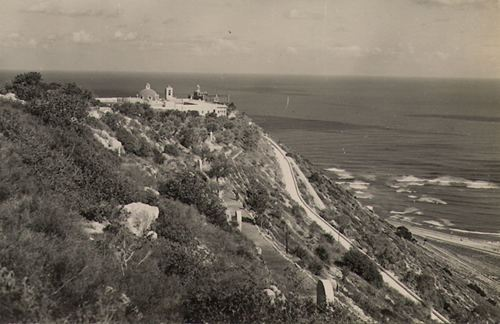
Kolostor a Kármel-hegyen (1890).

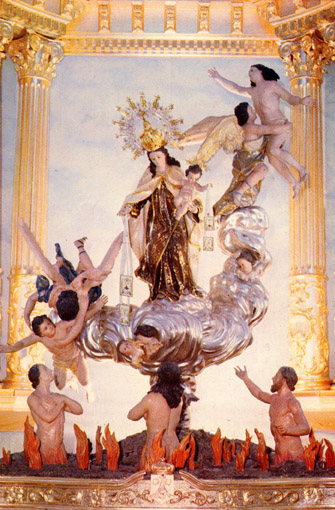
Kármel-hegyi Boldogasszony spanyol barokk szobra angyalokkal és tisztítótűzbeli lelkekkel.

A Karméla női név, a bibliai Karmel-hegyre utal, mely az izraeli Haifa városa mellett található.
A kármel héber szó, a כֶּרֶם kerem: szőlőskert, gyümölcsöskert szóból származik, és kétféle értelmezése lehetséges: vagy a kerem (rövidült alakban -כַּרְמ karm-: valaminek, valakinek a szőleje) és az אֵל Él: Isten szavak összetétele (összevonása: כֶּרֶם-אֵל kerem-Él → כַּרְמְאֵל* *kărmʾēl → כַּרְמֶל karmel: Isten szőlője, szőlőskertje), vagy pedig a kerem-nek a sémi nyelvekben ritkán előforduló, kiterjesztő értelmű ל- -l főnévi toldalékkal ellátott alakja: nagy szőlőskert, szőlőskertekkel beültetett táj, föld.
A Biblia számos helyen megemlékezik a Kármel-hegy akkori szépségéről,
ahol Illés próféta védelmezte az élő Istenben való hit tisztaságát. A 12. században néhány remete erre a hegyre vonult el a világtól. E kezdeményezésből alakult meg az Istenszülő Szűzanya pártfogása alatt szemlélődő életet élő karmeliták rendje.
A Karméla latinosított változata, a spanyol Kármen név a Kármel-hegyi Boldogasszonyból (a karmelita rendfőnök 1251. évi látomása) alakult ki oly módon, hogy az „l” helyébe a „n” lépett, ami által dal, hang, költemény, óda jelentést kapott.

## Rokon nevek
- Karmelina:[1] a Karméla olasz továbbképzése.[12]
- Kármen

## Gyakorisága
Az 1990-es években a Karméla és a Karmelina szórványos név volt, a 2000-es években nem szerepelnek a 100 leggyakoribb női név között.

## Névnapok
Karméla, Karmelina:
- július 16.[12]

## Idegen nyelvi változatai
- Karmela, Carmela, Carmella, Kármen, Carmina, Carmencita, Carmenuta, Carmelina, Carmeluta, Camilla, Carmiela, Carmine, Carmel, Carmena, Karmen, Carmenchu, Camucha, Millie, Carmo, Camelita, Carmita, Carmen, Carmucha, Millicent, Carmelit, Carmelo, Karmen, Carmenza, Carmenica, Carmencho, Carmit, Carmiya

## Híres Karmélák
- Boldog Carmela Garcia Moyon (1888-1937) mártír[15]
- Carmela Corren (1938), izráeli slágerénekesnő[16][17]
- Carmela Künzel, német szépségkirálynő, szinésznő és fotómodell[18]
- Carmela Schmidt (1962), német úszónő[19]
- Carmela Silva (1960) spanyol politikus[20]
- Carmela Tiangco (1955) népszerű televíziós moderátor a Fülöp-szigeteken[21]
- Carmela Carvajal ( 1851-1931) a chilei hős, Arturo Prat[22] hitvese.[23]
- Karmela nevű személyek az Internet Movie (imdb) adatbankban
- Carmela nevű személyek az Internet Movie (imdb) adatbankban (több mint 140 találat)

## Egyéb Karmélák, Karmelinák

### Színdarab, film, dal
- ¡Ay, Carmela! lehet
  - egy dal a Spanyol polgárháborúból[24]
  - a dalra hivatkozó, azonos című darab (író: José Sanchis Sinisterra),[25]
  - az ezen a drámán alapuló, azonos című spanyol-olasz film (1990) (rendezte: Carlos Saura)[26]
- Carmela (film) olasz film (1942) Flavio Calzavara rendezésében (fényképezte: Pogány Gábor)